# Adrien Rochet
Adrien-Joseph Rochet (Nijvel, gedoopt 27 februari 1749 – Brussel, 21 april 1823) was een orgelbouwer uit Nijvel, werkzaam in de Zuidelijke Nederlanden en Frankrijk.

## Orgelbouwstijl
Qua techniek en klankideaal zijn de instrumenten van Rochet nauw verwant met de werken van orgelmakers Coppin, die op hun beurt invloed van de Forceville-school verraden. Samen met zijn schoonbroer Antoine Coppin sluit Adrien Rochet de periode van het Brabantse rococo-orgel af. Beide orgelbouwers kregen wellicht hun opleiding in het atelier van vader François-Joseph Coppin. Adrien Rochet nam blijkbaar de grotere instrumenten voor zijn rekening, zijn schoonbroer Antoine Coppin bij voorkeur de kleinere.